# Роговий Юрій Євгенович
Юрій Євгенович Роговий (англ. Yurii Rohovyi, 15 вересня 1962, м. Кіцмань, Чернівецька область) — український вчений в галузі патологічної фізіології, доктор медичних наук, професор, завідувач кафедри патологічної фізіології, голова експертної комісії Буковинського державного медичного університету, голова Чернівецького обласного ГО «Асоціація патофізіологів Буковини» та «Асоціація медичної науки України»

## Життєпис
Закінчив Чернівецький державний медичний інститут (1985 р.), аспірантуру (1988 р.) при кафедрі патологічної фізіології. Юрій Роговий працював асистентом (1989—1999 рр.), доцентом (1999—2001 рр.) та професором кафедри патологічної фізіології Буковинського державного медичного університету (2001—2008 р.р). З 2008 року очолює кафедру патологічної фізіології. Пройшов науковий шлях: кандидат медичних наук (1989 р.), доцент (2001 р.), доктор медичних наук (2001 р.), професор (2002 р.), завідувач кафедри (2008 р.).

## Наукова діяльність
Напрями наукових досліджень: патологічна фізіологія нирок та водно-сольового обміну. Керівник бюджетних НДР кафедри: «Патогенетичне лікування дисфункції проксимального відділу нефрона та синдрому втрати іонів натрію з сечею, попередження розладів клубочково-канальцевого, канальцево-канальцевого балансу та тубуло-гломерулярного зворотного зв'язку за умов впливу екологічно несприятливих чинників» (2012—2014 роки). «Нові методи патогенетичного лікування порушень гомеостазу, дисфункції проксимального відділу нефрона, синдрому втрати іонів натрію з сечею за умов ушкодження внутрішніх органів (нирки, печінки, кишечника, жовчного міхура)». (2015—2017 роки). «Нові методичні підходи до патогенетичного лікування дисфункції проксимального відділу нефрона за умов розвитку дизрегуляційного патологічного процесу ниркового та позаниркового походження» (2018—2019 роки). № держреєстрації — 0118U001193. Керівник ініціативної НДР кафедри патологічної фізіології «Нові технології діагностики та патогенетичного лікування дисфункції проксимального відділу нефрона за умов розвитку системного і ниркового класичного та дизрегуляційного патологічних процесів» (2020—2024 рік). Код програмної класифікації видатків (КПКВК) 2301020. № держреєстрації — 01220U102805. Вчений є автором понад 500 наукових праць, з-поміж яких 15 монографій, 1 збірник наукових робіт, 180 статей, 48 патентів на корисну модель, 2 інформаційних листи, 5 нововведень, 4 навчальні посібники, 1 підручник англійською мовою.

## Методична діяльність
Під керівництвом Рогового Юрія Євгеновича захищені кандидатські дисертації: Степанчук В. В.(2005), Дікал М. В.(2008), Савка В. Г. (2010), Попович Г. Б. (2011), Злотар О. В.(2012), Слободян К. В.(2013), Белявський В. В.(2014), Вепрюк Ю. М. (2015), Копчук Т. Г.(2015), Арійчук О. І. (2018), Колеснік О. В.(2020) та успішно виконує дисертацію на здобуття ступеня доктор філософії аспірант Цитрін В. Я. Участь в атестації наукових кадрів як офіційного опонента: дисертації Пасічника Сергія Миколайовича  «Клініко-експериментальне та морфофункціональне обгрунтування тактики лікування хворих на хронічну хоробу нирок  при нирково-клітинному раку», представленій у спеціалізовану вчену раду Д 58.601.01  у Тернопільському національному медичному університеті імені І. Я. Горбачевського  МОЗ України на здобуття наукового ступеня доктора медичних наук (22 квітня 2021 року, м. Тернопіль); дисертації Регеди-Фурдичко Мар'яни Михайлівни «Патогенетичні обгрунтування антиоксидантної та імуномоделюючої корекції за умов розвитку контактного дерматиту та експериментальної пневмонії», представленій у спеціалізовану вчену раду Д 58.601.01 у Тернопільському національному медичному університеті імені І. Я. Горбачевського МОЗ України на здобуття наукового ступеня доктора медичних наук (23 квітня 2021 року, м. Тернопіль) та багатьох інших. Член постійної спеціалізованої вченої ради Д 76.600.02 БДМУ. У 2020—2021 роках  був членом разових спеціалізованих вчених рад: ДФ 58.601.021 (Наказ МОН № 342 від 19.03.2021. п.185, С.73). ДФ 35.600.007 (Наказ МОН № 1502 від 4.12.2020. п.33,  С. 13). ДФ 35.600.006 (Наказ МОН № 1472 від 26.11.2020. п.94, С.38).

## Нагороди та відзнаки
Нагороджений Почесною грамотою Чернівецької обласної державної адміністрації та Чернівецької обласної ради (2009 р.), Грамотою Головного управління освіти і науки Чернівецької обласної державної адміністрації (2010 р.). Брав участь в  5-му Міжнародному конгресі патофізіологів — June 28 — July 1, 2006 Beijing, China, на якому була  прийнята «Декларація про роль і місце патофізіології в біомедичній культурі».

## Вибрані наукові праці
- Бойчук Т. М., Гордієнко В. В., Роговий Ю. Є. Хроноритми нирок: віковий аспект за умов металотоксикозу. Чернівці: БДМУ, 2016. 179 с. ISBN 978-966-697-622-5
- Бойчук Т. М., Роговий Ю. Є., Арійчук О. І. Патофізіологія нирок за нефролітіазу. Чернівці: Букрек, 2018. 195 с. ISBN 978-966-697-532-7
- Бойчук Т. М., Роговий Ю. Є., Попович Г. Б. Патофізіологія гепаторенального синдрому при гемічній гіпоксії. Чернівці: Медичний університет, 2012. 192 с. ISBN 978-617-652-017-7
- Гоженко А. І., Роговий Ю. Є., Федорук О. С. «Приховане» ушкодження проксимального відділу нефрону. Одеський медичний журнал. 2001. № 5. C.16-19.
- Магаляс В. М., Міхеєв А. О., Роговий Ю. Є. та ін. Сучасні методики експериментальних та клінічних досліджень центральної науково-дослідної лабораторії Буковинської державної медичної академії. Навчально-методичний посібник. Чернівці: Буковинська державна медична академія, 2001. 42 с.
- Нечитайло МЮ, Білоокий ВВ, Роговий ЮЄ. Жовчний перитоніт: патофізіологія і лікування. Чернівці: Букрек; 2011. 296 с. ISBN 978-966-697-367-5
- Пішак В.П, Білоокий В. В., Роговий Ю. Є. Універсальність ушкодження проксимального канальця при захворюваннях нирок. Клінічна та експериментальна патологія. 2005. Т. 4, № 1. С.72-76.
- Пішак В. П., Гоженко А. І., Роговий Ю. Є. Тубуло-інтерстиційний синдром. Чернівці: Медакадемія, 2002. 221 с. ISBN 966-7618-97-8
- Пішак В. П., Роговий Ю. Є., Дікал М. В. Патофізіологія хронічного нефриту Мазугі. Чернівці: Місто. 2008. 168 с. ISBN 978-966-2951-28-8
- Роговий Ю.Є, Бочаров А.В, Кобилянська Р. М. Роль альтернативних методів навчання при викладанні теоретичних та клінічних медичних дисциплін. Медична освіта. 2003. № 1. С. 22-24.
- Роговий Ю. Є., Колеснік О. В., Цитрін В. Я. Патофізіологія гострого ушкодження нирок за від'ємного окисно-відновного потенціалу. Чернівці: Букрек. 2021. 200 с. ISBN 978-966-997-023-7
- Роговий Ю. Є., Копчук Т. Г., Філіпова Л. О. Патофізіологія нирок за розвитку гарячки. Чернівці: Місто. 2015.184 с. ISBN 978-617-652-118-1
- Роговий Ю. Є., Магаляс В. М. Методика інтегративної оцінки перекисного окиснення ліпідів і антиоксидантної системи в нирках білих щурів. Вісник наукових досліджень. 1998. № 5-6. С. 45-47.
- Роговий Ю. Є., Савка В. Г. Патофізіологічний аналіз кореляційно-оптичної діагностики кіркової речовини нирок за умов розвитку тубуло-інтерстиційного синдрому. Вісник наукових досліджень. 2006. № 1.С. 108—110.
- Роговий Ю. Є., Савка В. Г. Патофізіологічний аналіз кореляційно-оптичної діагностики мозкової речовини нирок за умов розвитку тубуло-інтерстиційного синдрому. Бук. мед вісник. 2006.Т.10, № 1. С. 79-82.
- Роговий Ю. Є., Слободян К. В., Філіпова Л. О. Патофізіологія вікових особливостей функцій нирок за умов надлишку і дефіциту іонів натрію при сулемовій нефропатії. Чернівці: Медичний університет, 2013. 200 с..
- Роговий Ю. Є. Філіпова Л. О., Архіпова Л. О., Муравйова І. Л. Роль V Міжнародного конгресу патофізіологів (ISP 2006) у поліпшенні викладання та засвоєння провідної теоретичної дисципліни. Медична освіта. 2007. № 4. С. 22-24.
- Роговый Ю. Е., Цитрин В. Я., Архипова Л. Г., Белоокий В. В., Колесник О. В. Использование молекулярного водорода в коррекции синдрома no-reflow на полиурической стадии сулемовой нефропатии. Georgian Medical News. N 2 (311). 2021. С. 156—162. ISSN 1512-0112
- Kmet O.G., Filipets N.D., Rohovyi Yu.Ye., Hrachova T.I., Vepriuk Y.M., Vlasova K.V. Assesment of carbacetam effect with cerebral mitochondrial dysfunction of rats with type 2 diabetes millitus. Problemi Endokrinnoi Patologii. 2020. № 3. P. 16-24. ISSN:2227-4782E-ISSN:2518-1432. https://doi.org/10.21856/j-PEP.2020.3.02[1] Журнал включено до наукометричної бази Scopus
- Pathophysiology. Yu.Yе. Rohovyi, K.V. Slobodian, V.А. Doroshko, О.V.Kolesnik, А. V. Kovpak, N.V.Lisnianska, N.M.Chorna Edited by prof. Yurii Rohovyi. Third edition. Chernivtsi: Bukrek, 2021. 404 р. ISBN 978-966-997-035-0
- Rohovyi Yu. Ye., Kolesnik O.V. Influence of negative redox potential on functional and biochemical processes of the kidneys at the polyuric stage of sublimate nephropathy. Journal of Education, Health and Sport. 2020;10(1):188-200. DOI http://dx.doi.org/10.12775/JEHS.2020.10.01.021[2] https://apcz.umk.pl/czasopisma/index.php/JEHS/article/view/JEHS.2020.10.01.021. http://dx.doi.org/10.5281/zenodo.3731406. eISSN 2391-8306. Formerly ISSN:1429-9623 / 2300-665X.
- Rohovyi Yurii, Tsitrin Volf, Bilooka Yula, Arkchipova Ludmila, Bilookiy Vyacheslav. Mechanism of influence of molecular hydrogen on the function of the proximal tubule of the nephron in irritatable bowel syndrome. Journal of Education, Health and Sport. 2021;11(2):53-62. eISSN 2391-8306. DOI http://dx.doi.org/10.12775/JEHS.2021.11.2.006

### Наукові ідентифікатори
- SCOPUS Author ID: 7801463699; h-index 1
- Researcher ID (Web of Science): AAB-5055-2020; h-index 1
- ORCID: https://orcid.org/0000-0001-7119-9190
- Google Scholar профіль: h-index 13, i10-index 16